# Länna socken, Uppland

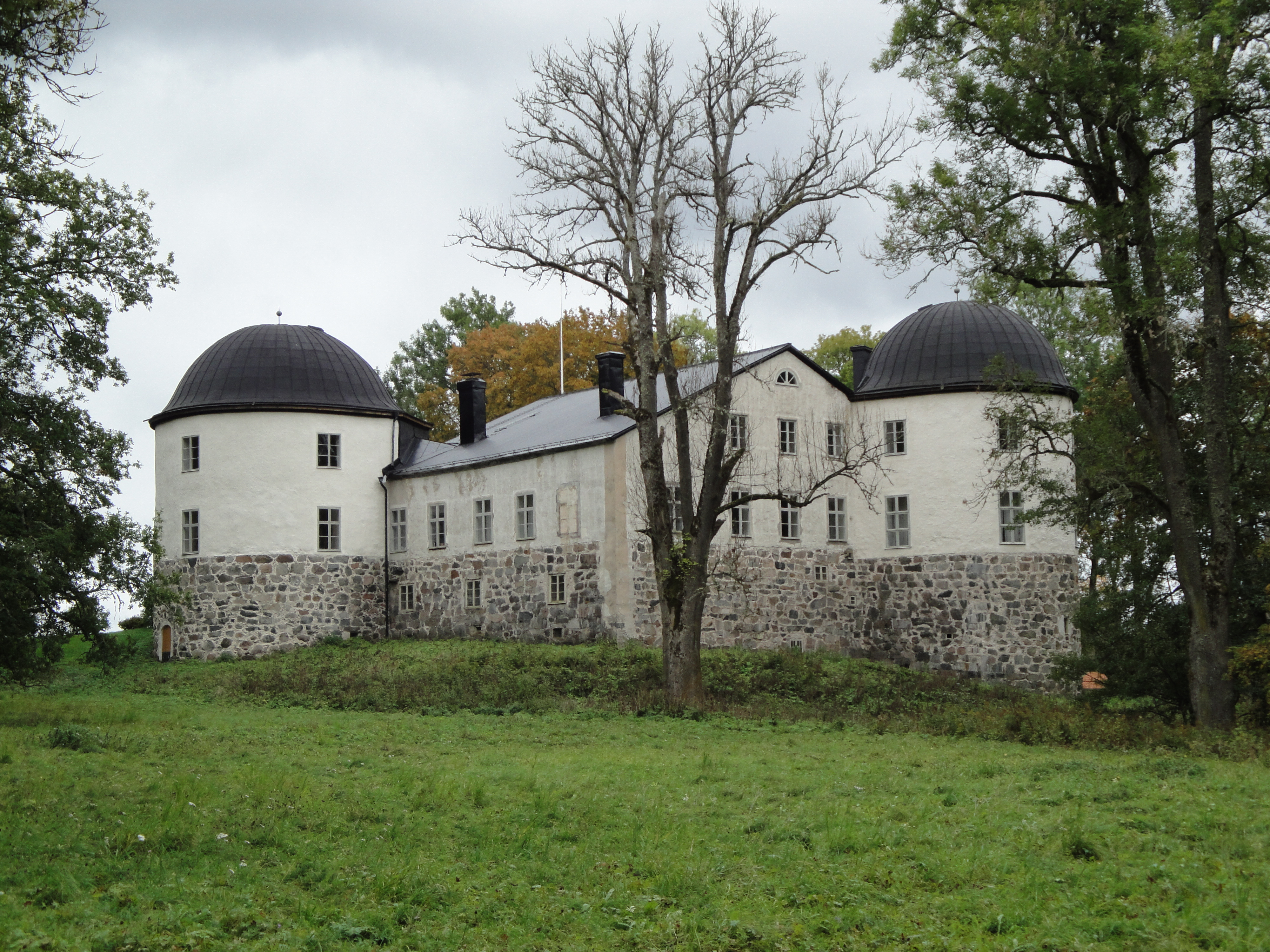
Penningby slott

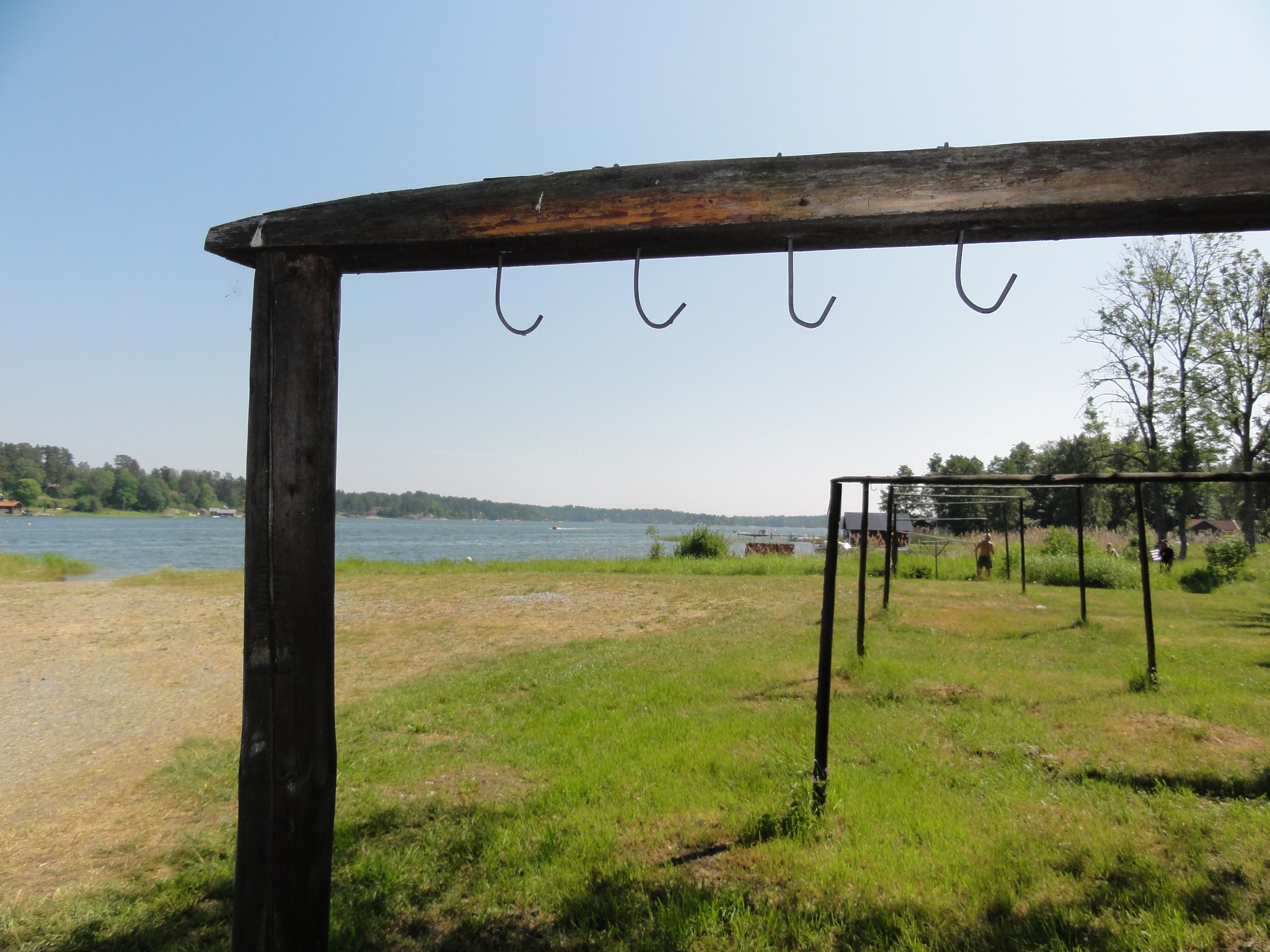
En gistgård (torkställning för fisknät) vid Vettershaga

Länna socken i Uppland ingick i Frötuna och Länna skeppslag, ingår sedan 1971 i Norrtälje kommun och motsvarar från 2016 Länna distrikt.
Socknens areal är 137,33 kvadratkilometer, varav 131,29 land. År 2000 fanns här 2 584 invånare. Penningby slott, tätorten Bergshamra, orten Vettershaga samt kyrkbyn Lännaby med sockenkyrkan Länna kyrka ligger i socknen.  

## Administrativ historik
Länna socken har medeltida ursprung. Före 1650 utbröts Blidö socken. Länna socken tillhörde ännu under 1500-talet administrativt till största delen Frötuna och Länna skeppslag och kyrkligt Sjuhundra härads prosteri. Socknens västligaste del tillhörde dock fortfarande administrativt Lyhundra härad, nämligen byarna Issjö, Lännaby, Västerlisa och Österlisa. Denna sockendel överfördes 1725 i jordeboken till Frötuna. En gård i byn Darsgärde tillhörde administrativt Länna socken men överfördes till Skederids socken genom kungligt brev den 22 mars 1889.
Vid kommunreformen 1862 övergick socknens ansvar för de kyrkliga frågorna till Länna församling och för de borgerliga frågorna till Länna landskommun. Landskommunen inkorporerades 1952 i Roslags-Länna landskommun som 1971 uppgick i Norrtälje kommun.
1 januari 2016 inrättades distriktet Länna, med samma omfattning som församlingen hade 1999/2000.  
Socknen har tillhört län, fögderier, tingslag och domsagor enligt vad som beskrivs i artikeln Frötuna och Länna skeppslag. De indelta båtsmännen tillhörde Södra Roslags 1:a båtsmanskompani.

## Geografi
Länna socken ligger vid kusten söder om Norrtälje kring Länna Kyrksjö, Rialaån och Penningbyån och omfattar flera öar i den inre skärgården. Socknen är en kuperad skogsbygd med odlingsbygd vid vattendragen.
Genom socknen löper länsväg 276 och länsväg 278 mot Furusund.
Större orter i socknen är Bergshamra, Mora, Vettershaga, Gärdsnäs, Grovstanäs, Solö, Lännaby, Österlisa och Adamsberg.
Större öar i skärgården är Väringsö, Löparö, Ängsö med Ängsö nationalpark, Hemmarö, Granö, Högmarsö, Svartnö, Stomnarö och Norrmansö.

### Geografiska gränser
Socknen avgränsas i öster av Furusundsleden och i söder av Växlets fyrar samt Vettershagasundet. I nordost löper sockengränsen från Furusundsleden genom Eknöströmmen strax väster om Furusund, rundar Stor-Furen i västligaste Furusundsfjärden och löper sedan som gräns mot Frötuna socken i norr och träffar land strax norr om Hysingsvik. Gränsen går sedan över land ca 15 km västerut till sjön Addarn vid Addeboda där den viker söderut. I sydväst gränsar socknen mot Riala socken och helt i söder mot Österåkers kommun.

## Fornlämningar
Från bronsåldern finns cirka tio gravrösen. Från järnåldern finns 27 gravfält. Två runstenar har påträffats. Invid länsväg 278, finns en borgruin från medeltiden. På Väringsö finns ryssugnar från 1700-talet.

## Namnet
Namnet skrevs 1303 Lennum kommer från kyrkbyn. Namnet innehåller län(d)n, 'landningsplats' syftande på kyrkans läge vid sjön.